# Ansheng, Chongqing
Ansheng (kinesiska: 安胜) är en köping i sydvästra Kina. Den ligger i stadsdistriktet Liangping i storstadsområdet Chongqing, omkring 170 kilometer nordost om det centrala stadsdistriktet Yuzhong. Antalet invånare är 8 675. Befolkningen består av 4 382 kvinnor och 4 293 män. Barn under 15 år utgör 18,0 %, vuxna 15-64 år 67 %, och äldre över 65 år 14,0 %.